# Минимундус
Минимундус (нем. Minimundus) — парк архитектурных и технических миниатюр в Клагенфурте, Каринтия, Австрия.

## История
Парк был создан в 1958 году руководителем местного отделения благотворительного фонда «Rettet das Kind (нем.)» (австрийского подразделения международной организации «Save The Children Fund») Петером Зохером (нем. Peter Zojer) всего с двадцатью миниатюрами под названием «Minieurop».
Уже на следующий год парк получил финансовую поддержку центрального офиса международной организации, а с ней и новое название «Минимундус» (нем. «Minimundus»). Под этим именем парк был открыт 3 июля 1959 года. С тех пор каждый год в парке появляются новые миниатюры.
Советский читатель узнал о парке в 1965 году из небольшой заметки в ежемесячном географическом научно-популярном журнале ЦК ВЛКСМ «Вокруг света». В то время в парке было всего 76 экспонатов, а высота модели Эйфелевой башни, созданной в 1962 году, составляла всего 6,4 метра. Спустя два года эта миниатюра была перестроена в масштабе 1:25 и стала вдвое выше, достигнув высоты 12,8 метра.
В 1977 году площадь парка была увеличена с 1,5 Га до 2,6 Га.
В 2000 году 40 миниатюр вывозились на выставку в Дрезден.
С 2003 года все миниатюры снабжены краткими описаниями для самостоятельного ознакомления с экспозицией.

## Общие сведения
Парк Минимундус расположен в Альпах, на окраине города Клагенфурт. На площади 2,2 Га размещены более 150 уменьшенных копий всемирно известных архитектурных и технических сооружений из более чем сорока стран пяти континентов. Своей основной задачей парк считает образовательную деятельность, давая возможность посетителям познакомиться с архитектурными стилями различных эпох и стран. Для достижения максимального сходства, все модели создаются по чертежам оригинальных зданий и, по возможности, из тех же материалов, таких как мрамор, песчаник, лавовый базальт, гранит, медь, латунь и золото, в отличие от многих других аналогичных парков, где модели нередко изготавливают из папье-маше, дерева, а то и вовсе из пластика. Кроме того, создатели парка стараются воссоздать не только сами памятники архитектуры, но и окружающий их ландшафт. Последние 40 лет все модели изготавливаются строго в масштабе 1:25.
Минимундус находится на оси между городом и озером Вёртерзее, создавая триаду связанных достопримечательностей: старый город , исторический тематический парк и курорт на базе природных ресурсов озера.
Хотя в парке есть несколько тематических зон, в целом расположение миниатюр весьма хаотично, перемешаны различные эпохи и континенты, но размещённые рядом с каждым экспонатом таблички с описаниями позволяют получить подробную информацию о каждом объекте. Кроме того, напрокат выдаются «электронные гиды», говорящие на разных языках, которые могут рассказать много интересного о каждом экспонате.
Многие технические объекты действуют. Каждый час «стартует» «Шаттл», миниатюрные локомотивы пробегают за лето более 5000 километров. Некоторые модели интерактивны. Можно, например, самому управлять Эффельсбергским радиотелескопом.
У парка бесплатная парковка, посетителям с детьми предоставляются скидки, в парке их ждёт детская площадка площадью 4000 м2. Разрешён вход с животными на поводке, на территории есть даже собачьи поилки. В июле и августе для детей организованы специальные экскурсии, а для знатоков заготовлен квест «Вокруг света за 80 дней».
Экспозицию под открытым небом можно посетить с конца марта по начало ноября. На зиму небольшие экспонаты убирают в помещение, а большие закрывают от непогоды.
Круглый год работает крытый павильон площадью 1500 м2 с 4D-кинотеатром, различными познавательными и интерактивными развлечениями, аттракционами и рестораном на 400 мест.
Минимундус со дня основания принадлежит каринтийскому отделению благотворительного фонда «Rettet das Kind (нем.)» и всю прибыль направляет фонду, который со дня основания в 1919-м году оказывает помощь беженцам и жертвам катастроф, поддерживает приюты и детские дома не только в Австрии, но и в других странах.
Минимундус является членом IAMP (Международной ассоциации парков миниатюр).
Большая часть миниатюр изготовлена штатной командой из шести человек.
Средняя стоимость миниатюры составляет 70000 — 150000 евро.
Копия собора Святого Петра обошлась в 730000 евро, потребовала более 40000 человекочасов работы и весит 24 тонны.

## Миниатюры
Список части из представленных в парке миниатюр:
- Храм Василия Блаженного (Россия)
- Статуя Свободы (США)
- Парфенон (Греция)
- Софийский собор (Киев) (Украина)
- Тадж-Махал (Индия)
- Чичен-Ица (Мексика)
- Кумбум (Китай)
- Боробудур (Индонезия)
- Собор Святого Марка (Италия)
- Сиднейский оперный театр (Австралия)
- Дворец Дахау (Германия)
- Брюссельская ратуша (Бельгия)
- Замок Шенонсо (Франция)
- Вуппертальская подвесная дорога (Германия)
- Сорокская крепость (Молдова)
- Великая Китайская стена (Китай)
- Девичья башня (Баку) (Азербайджан)
- Рильский монастырь (Болгария)
- Замок в Осаке (Япония)
- Каса-Мила (Испания)
- Саграда-Фамилия (Испания)
- Сулеймание (Турция)
- Отель Раффлз (Сингапур)
- Торри-ди-Белен (Португалия)
- Староместская ратуша (Чехия)
- Замок Орт (Австрия)
- Студеница (монастырь) (Сербия)
- Триумфальная арка (Париж)
- Копенгагенская фондовая биржа (Дания)
- Пизанская башня (Италия)
- Ла Монеда (Чили)
- Кафедральный собор (Бразилиа) (Бразилия)
- Мраморный дворец (Тегеран) (Иран)
- Эйфелева башня (Франция)
- Бангпаин (Таиланд)
- Собор Святого Петра (Ватикан)
- Собор Святого Стефана (Австрия)
- Тауэр (Великобритания)
- Королевский замок (Польша)
- Си-Эн Тауэр (Канада)
- Эль-Хазне (Иордания)
- Дар аль-Хаджар (Йемен)
- Абу-Симбел (Египет)
- Атомиум (Бельгия)
- Бледский замок (Словения)
- Здание театра в Черновцах[укр.][13] (Украина)